# Peter von Poehl
Pour les articles homonymes, voir Poehl.
Peter von Poehl (né le 31 mars 1972 à Malmö) est un auteur-compositeur-interprète multi instrumentiste suédois, établi en France depuis 1998. D'abord guitariste du groupe A.S. Dragon, il entame une carrière solo en 2006. Par ailleurs auteur de bandes originales de films, il se décrit comme un artisan de la pop.

## Biographie

### Débuts et premier album
Peter von Poehl est né le 31 mars 1972 à Malmö d'une mère suédoise et d'un père allemand. Repéré dans le sillage de Bertrand Burgalat et de son label Tricatel, Peter von Poehl a été le guitariste du groupe A.S. Dragon, alors backing band de Burgalat lui-même et de Michel Houellebecq sur son album Présence humaine en 2000. Par la suite, Peter von Poehl a poursuivi ses collaborations comme musicien et réalisateur avec d'autres artistes, notamment Alain Chamfort, Doriand (Le Grand Bain, 2005), Lio (Dites au prince charmant, 2006), Marie Modiano (I'm Not a Rose, 2006 et Outland, 2008), Vincent Delerm (Les Piqûres d'araignée, 2006, Quinze chansons, 2008, et Panorama, 2019, sur le titre La Vie Varda), Birdy Nam Nam, ou encore Florian Horwath (We Are All Gold, 2005), avec qui il a créé le label Graeferecordings à Berlin.
Son premier album, Going to Where the Tea-Trees Are, sort le 9 mai 2006 en France sur le label Tôt ou tard. Il est suivi d'une longue série de concerts, notamment en première partie des groupes Phoenix (automne 2006) et Air (printemps 2007). Cet album est par la suite sorti dans différents pays d'Europe (Allemagne, Royaume-Uni, Scandinavie…) puis aux États-Unis et en Australie. Deux de ses titres, The Story of The Impossible et The Bell Tolls Five, sont utilisés au cinéma et à la télévision.

### Autres albums
Son deuxième album intitulé May Day, dont certains titres ont été écrits avec Marie Modiano qui est aussi sa compagne à la ville, sort le 16 mars 2009.
Son troisième album intitulé Big Issues Printed Small sort le 11 mars 2013. Entretemps, il réalise les albums de Marie Modiano, Ram on a Flag et Espérance mathématique, sortis à l'automne 2013. En 2014, il écrit la musique de Waves, un ballet chorégraphié par Héla Fattoumi et Éric Lamoureux, dont la première représentation est donnée au Norrlandsoperan d'Umea, en Suède. Plusieurs représentations, notamment à la Philharmonie de Paris et au festival Les Boréales, à Caen, suivront.
Peter Von Poehl sort son quatrième album, Sympathetic Magic, en 2017, il indique qu'il tire son inspiration hors du contexte musical. En 2019, sur l'album Portraits, de Doriand, il chante et arrange Adolescence, et arrange L'Âge des saisons, chantée par Helena Noguerra (deux titres qu'il a composés).
Peter von Poehl publie en avril 2021 Behind the Eight Ball, un single parmi les titres de son album Memories from Saint-Forget qui va paraître deux mois plus tard, et qu'il présente lors de la fête de la musique le 21 juin 2021 à l'Institut suédois, pour fêter les 50 ans de l'institut.

## Vie privée
Marie Modiano, la compagne de Peter von Poehl, est la fille de l'écrivain Patrick Modiano. Peter von Poehl l'a rencontrée en 2005 à Berlin lors de l'enregistrement d'un de ses albums. Ils ont un fils, Orson, né en 2011, — qu'il met en scène dans Behind the Eight Ball, un des titres de son album Memories from Saint-Forget qui sort en 2021 —, et une fille, Stella.

## Discographie

### Bandes originales
- Main dans la main (Valérie Donzelli)
- Vanishing Waves (Kristina Buozyte)
- Ladygrey (Alain Choquart)
- Pericle il nero (Stefano Mordini)
- En roue libre (Didier Barcelo)
- Jane Austen a gâché ma vie (Laura Piani)

## Concertsnotables[source secondairenécessaire]
- 2006 : Transmusicales à Rennes dans la Salle de la Cité.
- 2007 : À l'affiche du festival Le Rock dans tous ses états, Évreux (France), 6 et 7 juillet 2007
- 2007 : Eurockéennes de Belfort 2007[12]
- 2007 : FIB (Festival international de Benicàssim)
- 2007 : Brussels Summer Festival
- 2009 : Les Rockomotives
- 2010 : Brussels Summer Festival
- 2012 : Square Lucien Rose Rennes, organisé par les Tombes de la Nuit.
- 2013 : Printemps de Bourges
- 2013 : Les Bars en Trans Rennes
- 2014 : Musique en Stock à Cluses (Haute-Savoie) le 4 juillet 2014